# Phlyctidocarpa flava
Phlyctidocarpa flava är en flockblommig växtart som beskrevs av John Francis Michael Cannon och W.L.Theob. Phlyctidocarpa flava ingår i släktet Phlyctidocarpa och familjen flockblommiga växter. Inga underarter finns listade i Catalogue of Life.